# Moșneni (okręg Dolj)
Moșneni – wieś w Rumunii, w okręgu Dolj, w gminie Almăj. W 2011 roku liczyła 312 mieszkańców.